# Arremesso de peso
Arremesso de peso é uma modalidade olímpica de atletismo, onde os atletas competem para arremessar uma bola de metal o mais longe possível. As qualidades principais do atleta campeão são a força e a aceleração. Ao contrário do lançamento de dardo, lançamento de martelo e lançamento de disco, este esporte é chamado oficialmente de arremesso devido ao fato do peso ser empurrado e os demais serem projetados com características diferentes.

## História
Desde a Antiga Grécia existem menções a arremessos de pesos. Homero fala de competições de arremessos de pedras entre soldados gregos durante o cerco de Troia mas não existe registro de arremessos praticados durante os Jogos Olímpicos da Antiguidade. O primeiro registro de competições com arremessos vem das Highlands na Escócia e datam aproximadamente do século I da Era Cristã.  No século XVI, o rei Henrique VIII da Inglaterra já participava de competições na corte praticando o lançamento de martelo. 
Os primeiros eventos que tem semelhança com o moderno arremesso de peso ocorreram na Idade Média, quando soldados competiam arremessando balas de canhão o mais longe possível. No início do século XIX, os escoceses promoviam torneios onde atiravam cubos, pedras ou metais arredondados à distância por trás de uma linha. Os primeiros registros da competição como é conhecida hoje vem da Escócia do início do século XIX e depois se tornaram parte do Campeonato Britânico Amador de Atletismo iniciado em 1866.
Integrando os Jogos Olímpicos desde Atenas 1896, só em Londres 1948 passou a ser disputado pelas mulheres. Robert Garrett, dos Estados Unidos, e Micheline Ostermeyer, da França, foram os primeiros campeões olímpicos. O recorde mundial pertence ao norte-americano Ryan Crouser – 23,56 m – e entre as mulheres a melhor marca é da soviética Natalya Lisovskaya – 22,63 m. Crouser é também o único tricampeão olímpico da modalidade.
Alguns dos grandes nomes na história da modalidade são Ralph Rose, Parry O'Brien, Ulf Timmermann, Tomasz Majewski, Tamara Press e Valerie Adams.

## Regras
A bola oficial masculina tem uma massa de 7,26 kg e é geralmente feita de bronze ou ferro fundido e chumbo, possuindo cerca de 12 cm de diâmetro. Na categoria feminina ela pesa  4 kg e o seu diâmetro é de 9 cm aproximadamente.
O arremessador tem uma área restrita circular de diâmetro 2,135 m (7 pés) para se locomover, com um anteparo semicircular de concreto ou madeira de 10 cm de altura no limite frontal dela; no início do lançamento, o peso deve estar colocado entre o ombro e o pescoço do atleta e arremessado com as pontas dos dedos, e não com a palma da mão. Durante o lançamento, o atleta deve rodar sobre si mesmo e arremessar (técnica com giro). A marca obtida em cada arremesso é medida a partir do primeiro lugar onde o peso bate no chão, dentro de um setor pré-determinado com 35° de abertura; o atleta não pode tocar no anteparo do chão, nem ultrapassá-lo com o pé e o arremesso deve ser sempre feito numa linha acima do ombro. Caso ele deixe o círculo antes do peso tocar o solo ou se retirar dele pela frente ou pelo lado, o arremesso é invalidado.
Em competições oficiais, se houver até oito competidores participando, cada atleta tem direito a seis lançamentos. Quando há mais de oito, cada um tem direito a três lançamentos e somente os oito primeiros fazem mais três lançamentos. A posição na classificação é determinada pela distância obtida no maior arremesso válido; em, caso de empate, vale a segunda maior marca do atleta.
A técnica do giro, a mais usada atualmente, em que o atleta faz o movimento giratório com o corpo semelhante ao lançamento de disco conseguindo maior impulsão, foi primeiramente usada pelo soviético Aleksandr Baryshnikov no começo da década de 1970, depois de criada por seu técnico Viktor Alexeyev; com ela, Baryshnikov conquistou o recorde mundial da modalidade em 1976, fazendo a marca de 22,00 metros.

## Recordes
De acordo com a World Athletics.
Homens
| Recorde          | Distância | Atleta       | País           | Data          | Local       |
| Recorde mundial  | 23,56 m   | Ryan Crouser | Estados Unidos | 27 maio 2023  | Los Angeles |
| Recorde olímpico | 23,30 m   | Ryan Crouser | Estados Unidos | 5 agosto 2021 | Tóquio 2020 |

Mulheres
| Recorde          | Distância | Atleta             | País                                        | Data          | Local       |
| Recorde mundial  | 22,63 m   | Natalya Lisovskaya | União das Repúblicas Socialistas Soviéticas | 7 junho 1987  | Moscou      |
| Recorde olímpico | 22,41 m   | Ilona Slupianek    | Alemanha Oriental                           | 24 julho 1980 | Moscou 1980 |

## Melhores marcas mundiais
As marcas abaixo são de acordo com a World Athletics.

### Homens
| Posição | Marca   | Atleta       | País           | Data           | Local.      |
| ------- | ------- | ------------ | -------------- | -------------- | ----------- |
| 1       | 23,56 m | Ryan Crouser | Estados Unidos | 27 maio 2023   | Los Angeles |
| 2       | 23,51 m | Ryan Crouser | Estados Unidos | 19 agosto 2023 | Budapeste   |
| 3       | 23,37 m | Ryan Crouser | Estados Unidos | 18 junho 2021  | Eugene      |
| 4       | 23,30 m | Ryan Crouser | Estados Unidos | 5 agosto 2021  | Tóquio      |
| 5       | 23,23 m | Joe Kovacs   | Estados Unidos | 7 julho 2022   | Zurique     |
| 6       | 23,15 m | Ryan Crouser | Estados Unidos | 21 agosto 2021 | Eugene      |
| 7       | 23,13 m | Joe Kovacs   | Estados Unidos | 25 maio 2024   | Eugene      |
| 8       | 23,12 m | Randy Barnes | Estados Unidos | 20 maio 1990   | Los Angeles |
| 8       | 23,12 m | Ryan Crouser | Estados Unidos | 24 junho 2022  | Eugene      |
| 10      | 23,10 m | Randy Barnes | Estados Unidos | 26 maio 1990   | San Jose    |

### Mulheres
| Posição | Marca   | Atleta             | País                                        | Data           | Local           |
| ------- | ------- | ------------------ | ------------------------------------------- | -------------- | --------------- |
| 1       | 22,63 m | Natalya Lisovskaya | União das Repúblicas Socialistas Soviéticas | 7 junho 1987   | Moscou          |
| 2       | 22,60 m | Natalya Lisovskaya | União das Repúblicas Socialistas Soviéticas | 7 junho 1987   | Moscou          |
| 3       | 22,55 m | Natalya Lisovskaya | União das Repúblicas Socialistas Soviéticas | 5 julho 1988   | Talin           |
| 4       | 22,53 m | Natalya Lisovskaya | União das Repúblicas Socialistas Soviéticas | 27 maio 1984   | Sochi           |
| 4       | 22,53 m | Natalya Lisovskaya | União das Repúblicas Socialistas Soviéticas | 14 agosto 1988 | Kiev            |
| 6       | 22,45 m | Ilona Slupianek    | Alemanha Oriental                           | 11 maio 1980   | Potsdam         |
| 7       | 22,41 m | Ilona Slupianek    | Alemanha Oriental                           | 24 julho 1980  | Moscou          |
| 8       | 22,40 m | Ilona Slupianek    | Alemanha Oriental                           | 3 junho 1983   | Berlim          |
| 9       | 22,38 m | Ilona Slupianek    | Alemanha Oriental                           | 25 maio 1980   | Karl-Marx-Stadt |
| 10      | 22,36 m | Ilona Slupianek    | Alemanha Oriental                           | 2 maio 1980    | Celje           |

## Melhores marcas olímpicas
As marcas abaixo são de acordo com o Comitê Olímpico Internacional – COI.

### Homens
| Posição | Marca   | Atleta            | País              | Medalha | Local       |
| ------- | ------- | ----------------- | ----------------- | ------- | ----------- |
| 1       | 23,30 m | Ryan Crouser      | Estados Unidos    | ouro    | Tóquio 2020 |
| 2       | 22,90 m | Ryan Crouser      | Estados Unidos    | ouro    | Paris 2024  |
| 3       | 22,65 m | Joe Kovacs        | Estados Unidos    | prata   | Tóquio 2020 |
| 4       | 22,52 m | Ryan Crouser      | Estados Unidos    | ouro    | Rio 2016    |
| 5       | 22,47 m | Ulf Timmermann    | Alemanha Oriental | ouro    | Seul 1988   |
| 5       | 22,47 m | Tom Walsh         | Nova Zelândia     | bronze  | Tóquio 2020 |
| 7       | 22,39 m | Randy Barnes      | Estados Unidos    | prata   | Seul 1988   |
| 8       | 22,15 m | Joe Kovacs        | Estados Unidos    | prata   | Paris 2024  |
| 8       | 22,15 m | Rajindra Campbell | Jamaica           | bronze  | Paris 2024  |
| 10      | 22,05 m | Ryan Crouser      | Estados Unidos    |         | Tóquio 2020 |

- A marca do norte-americano Ryan Crouser de 22,05 m foi conseguida nas classificatórias de Tóquio 2020. As medalhas de Krouser e Campbell em Paris 2024 foram decididas pela segunda melhor marca.[12]

### Mulheres
| Posição | Marca   | Atleta                | País                                        | Medalha | Local          |
| ------- | ------- | --------------------- | ------------------------------------------- | ------- | -------------- |
| 1       | 22,41 m | Ilona Briesenik       | Alemanha Oriental                           | ouro    | Moscou 1980    |
| 2       | 22,24 m | Natalya Lisovskaya    | União das Repúblicas Socialistas Soviéticas | ouro    | Seul 1988      |
| 3       | 21,42 m | Svetlana Krachevskaya | União das Repúblicas Socialistas Soviéticas | prata   | Moscou 1980    |
| 4       | 21,20 m | Margitta Pufe         | Alemanha Oriental                           | bronze  | Moscou 1980    |
| 5       | 21,16 m | Ivanka Khristova      | Bulgária                                    | ouro    | Montreal 1976  |
| 6       | 21,15 m | Nunu Abashidze        | União das Repúblicas Socialistas Soviéticas |         | Moscou 1980    |
| 7       | 21,07 m | Kathrin Neimke        | Alemanha Oriental                           | prata   | Seul 1988      |
| 8       | 21,06 m | Li Meisu              | China                                       | bronze  | Seul 1988      |
| 8       | 21,06 m | Svetlana Krivelyova   | Equipa Unificada nos Jogos Olímpicos        | ouro    | Barcelona 1992 |
| 10      | 21,03 m | Nadezhda Chizhova     | União das Repúblicas Socialistas Soviéticas | ouro    | Munique 1972   |

- A russa Svetlana Krivelyova competiu pela Equipe Unificada da Comunidade dos Estados Independentes (CEI) em Barcelona 1992.

## Marcas da lusofonia
| País                | Masculino | Atleta          | Ano  | Local     | Feminino    | Atleta             | Ano  | Local      |          |
| Brasil              | 22,61 m   | Darlan Romani   | 2019 | Eugene    | 19,30 m     | Elisângela Adriano | 2001 | Tunja      | [ 13 ]   |
| Portugal            | 21,56 m   | Tsanko Arnaudov | 2017 | Vaasa     | 20,43 m (i) | Auriol Dongmo      | 2022 | Belgrado   | [ 14 ]   |
| Guiné-Bissau        | 17,29 m   | Otoniel Badjana | 2018 | Salamanca | 17,46 m     | Jéssica Inchude    | 2018 | Almada     | :641,780 |
| Angola              | 14,58 m   | Hugo Pereira    | 1980 | Luanda    | 12,90 m     | Carla Carvalho     | 1981 | Luanda     | [ 16 ]   |
| Moçambique          | 14,24 m   | Emílio Tembe    | 1983 | Maputo    | 15,63 m     | Salomé Mugabe      | 2018 | Gold Coast | :643,779 |
| Cabo Verde          | 14,01 m   | Kevin Ferreira  | 2019 | Guarda    | 15,12 m     | Antónia Borges     | 2004 | Huelva     | :642,779 |
| São Tomé e Príncipe | 13,07 m   | Hedson Trindade | 2008 | Coimbra   | 13,22 m     | Enezenaide Gomes   | 2001 | Almada     | :642,780 |
| Timor-Leste         | 11,03 m   | Nyiman Sukesna  | 1981 | Jacarta   | 10,01 m     | Ana Maria          | 2005 | Dili       | :643,780 |

 (i)  O recorde da portuguesa Auriol Dongmo foi conquistado em pista coberta.